# Ридултови
Ридултови (пољ. Rydułtowy) је град у Пољској у Војводству Шлеском у Повјату wodzisławski. Према попису становништва из 2011. у граду је живело 22.070 становника.

## Становништво
Према прелиминарним подацима са пописа, у граду је 2011. живело 22.070 становника.
| 2002.  | 2011.  | 2012.  |
| ------ | ------ | ------ |
| 22.047 | 22.070 | 21.928 |

## Партнерски градови
- Hvidovre Municipality
- Орлова